# Mickey Matsumoto
Mickey Matsumoto es un deportista estadounidense que compitió en judo. Ganó dos medallas de plata en el Campeonato Panamericano de Judo, en los años 1985 y 1994.

## Palmarés internacional
| Campeonato Panamericano | Campeonato Panamericano   | Campeonato Panamericano | Campeonato Panamericano |
| Año                     | Lugar                     | Medalla                 | Categoría               |
| ----------------------- | ------------------------- | ----------------------- | ----------------------- |
| 1985                    | La Habana (Cuba)          | Medalla de plata        | –60 kg                  |
| 1994                    | Santiago de Chile (Chile) | Medalla de plata        | –56 kg                  |